# 앤 그윈
앤 그윈(Anne Gwynne, 1918년 12월 10일 ~ 2003년 3월 31일)는 미국의 배우, 모델, 텔레비전 배우, 영화배우, 연극 배우이다.

## 영화
- 6시 아담 (1970년)
- 틴에이저 몬스터 (1958년)
- 딕 트레이시 미츠 그루섬 (1947년)
- 프랑켄슈타인의 집 (1944년)
- 멘 오브 텍사스 (1942년)
- 신 타운 (1942년)
- 브로드웨이 (1942년)
- 나이스 걸 (1941년)
- 검은 고양이 (1941년)
- 이츠 어 데이트 (1940년)
- 그린 호넷 (1940년)
- 스프링 퍼레이드 (1940년)